# Xã Wildwood, Quận Itasca, Minnesota
Xã Wildwood (tiếng Anh: Wildwood Township) là một xã thuộc quận Itasca, tiểu bang Minnesota, Hoa Kỳ. Năm 2010, dân số của xã này là 193 người.